# Caerostris extrusa
Caerostris extrusa là một loài nhện trong họ Araneidae.
Loài này thuộc chi Caerostris. Caerostris extrusa được Arthur Gardiner Butler miêu tả năm 1882.